# Marta Xargay
Marta Xargay Casademont, född 20 december 1990 i Girona, är en spansk före detta professionell basketspelare, som spelade i spanska landslaget. Xargay blev olympisk silvermedaljör i basket vid sommarspelen 2016 i Rio de Janeiro. Hon spelade i WNBA:s Phoenix Mercury 2015–2016. Hon avslutade sin karriär i spanska Spar Citylift Girona 2020. Hon är gift med basketspelaren Breanna Stewart.